# Liste der Monuments historiques in Plailly
Die Liste der Monuments historiques in Plailly führt die Monuments historiques in der französischen Gemeinde Plailly auf.

## Liste der Bauwerke
| Bezeichnung                  | Beschreibung                  | Standort                 | Kennzeichnung | Schutzstatus | Datum | Bild           |
| ---------------------------- | ----------------------------- | ------------------------ | ------------- | ------------ | ----- | -------------- |
| Kirche St-Gervais-St-Protais |                               | (Lage)                   | PA00114807    | Classé       | 1962  | weitere Bilder |
| Brunnen                      | Erbaut im 18./19. Jahrhundert | Place de l’Église (Lage) | PA00114808    | Inscrit      | 1970  | weitere Bilder |

## Liste der Objekte
| Bezeichnung | Beschreibung | Standort                                   | Kennzeichnung | Schutzstatus | Datum | Bild           |
| ----------- | ------------ | ------------------------------------------ | ------------- | ------------ | ----- | -------------- |
| Taufbecken  | Stein, 1570  | in der Kirche St-Gervais-St-Protais (Lage) | PM60001281    | Classé       | 1962  | weitere Bilder |